# Liste des édifices labellisés « Architecture contemporaine remarquable » de La Réunion
Cet article recense les édifices labellisés « Architecture contemporaine remarquable » de La Réunion, en France.
Le label « Architecture contemporaine remarquable » remplace depuis 2016 l'ancien label « Patrimoine du XXe siècle ». Il ne prend en compte que des édifices de moins de 100 ans à la date de labellisation, et qui ne sont pas protégés comme monuments historiques.
Au début 2024, La Réunion compte 19 édifices ainsi labellisés.

## Liste
| Monument | Commune      | Adresse | Coordonnées                         | Notice     | Date | Illustration                                            |
| --- | ------------ | --- | ----------------------------------- | ---------- | ---- | ------------------------------------------------------- |
| Ancien hôtel des Postes | Le Port      | 1 rue de la Poste | 20° 56′ 00″ sud, 55° 17′ 27″ est    | ACR0001728 | 2023 | Image manquante Téléverser                              |
| Cité de la ZUP II | Le Port      | Allée Marie-Curie Allée Jacques-Monod Allée SylviaLaugier Rue Paul-Eluard Rue Alice-Peverelly                                                               | 20° 56′ 09″ sud, 55° 18′ 10″ est    | ACR0001655 | 2021 | Image manquante Téléverser                              |
| Cité de la ZUP IV | Le Port      | Rue Marie-Curie Allée Marie-Curie Rue George-Sand Rue Salvador-Allende Allée Alfred-Nobel Allée des Vetyvers Rue AlicePeverelly Allée Nehru Rue Che-Guevara | 20° 56′ 09″ sud, 55° 18′ 10″ est    | ACR0001656 | 2021 | Image manquante Téléverser                              |
| Ensemble Polaris de la cité des Étoiles                                                                                    | Le Port      | 471 avenue du Vingt-Décembre-1848 Place Félix-Tisserand Place Jean-Tardieu Place N'Guyen-Van-Trot                                                           | 20° 55′ 34″ sud, 55° 20′ 27″ est    | ACR0001652 | 2021 | Image manquante Téléverser                              |
| Voie Triomphale | Le Port      | Avenue Raymond-Vergès Place Marcel-Aymé Rue Salvador-Allende Allée Gamal-Nasser Allée JoséMarti Place André-Chénier Rond-point Héliospace                   | 20° 56′ 24″ sud, 55° 18′ 24″ est    | ACR0001654 | 2021 | Image manquante Téléverser                              |
| Ancien foyer de jeunes travailleuses (actuelle association Saint François d'Assise)                                        | Saint-Denis  | 60 rue Bertin | 55° 26′ 58″ nord, 20° 53′ 18″ ouest | ACR0001676 | 2022 | Image manquante Téléverser                              |
| Ancienne maison de l'agriculture (actuelle société publique locale Écologie et Développement durable des espaces naturels) | Saint-Denis  | 36 rue Général-de-Gaulle Rue Malartic | 20° 53′ 10″ sud, 55° 27′ 07″ est    | ACR0001731 | 2023 | Image manquante Téléverser                              |
| Chambre de métiers et de l'artisanat de La Réunion                                                                         | Saint-Denis  | Rue Jean-Cocteau | 20° 53′ 22″ sud, 55° 27′ 57″ est    | ACR0001732 | 2023 | Image manquante Téléverser                              |
| Hôtel consulaire de la chambre de commerce et d'industrie de La Réunion                                                    | Saint-Denis  | 5 bis rue de Paris | 20° 52′ 44″ sud, 55° 26′ 56″ est    | ACR0001726 | 2022 | Image manquante Téléverser                              |
| Palais de la Source (Hôtel du département de La Réunion)                                                                   | Saint-Denis  | 2 rue de la Source | 20° 53′ 11″ sud, 55° 26′ 57″ est    | ACR0001730 | 2023 | Palais de la Source(Hôtel du département de La Réunion) |
| Musée Léon-Dierx | Saint-Denis  | 21 bis rue Sainte-Marie 28 rue de Paris | 20° 53′ 01″ sud, 55° 27′ 01″ est    | ACR0001729 | 2023 | Musée Léon-Dierx                                        |
| Résidence Calebassiers IV                                                                                                  | Saint-Denis  | Avenue Hippolyte-Foucque Avenue Georges-Brassens Boulevard Jean-Jaurès                                                                                      | 20° 54′ 06″ sud, 55° 29′ 17″ est    | ACR0001650 | 2021 | Image manquante Téléverser                              |
| Résidence Caricubes I | Saint-Denis  | 23-26 avenue Léon-Dierx | 20° 53′ 27″ sud, 55° 27′ 31″ est    | ACR0001651 | 2021 | Image manquante Téléverser                              |
| Résidence Mazagran | Saint-Denis  | 17 rue du Bois-de-Nèfles | 20° 53′ 20″ sud, 55° 27′ 23″ est    | ACR0001653 | 2021 | Image manquante Téléverser                              |
| Siège de la société d'importation des pharmaciens de La Réunion                                                            | Saint-Denis  | 14 rue de l'Abattoir | 20° 52′ 40″ sud, 55° 26′ 39″ est    | ACR0001733 | 2023 | Image manquante Téléverser                              |
| Siège régional de Météo-France                                                                                             | Saint-Denis  | 50 boulevard du Chaudron | 20° 53′ 45″ sud, 55° 29′ 43″ est    | ACR0001734 | 2023 | Image manquante Téléverser                              |
| Ancien hôpital pour enfants                                                                                                | Saint-Louis  | 3 rue Marius-et-Ary-Leblond | 21° 16′ 57″ sud, 55° 24′ 44″ est    | ACR0001727 | 2023 | Image manquante Téléverser                              |
| Ancien centre de formation de l'association réunionnaise pour la formation et l'utilisation des travailleurs sociaux       | Saint-Paul   | 29 chemin de L'Évêque | 55° 16′ 19″ nord, 21° 05′ 07″ ouest | ACR0001675 | 2022 | Image manquante Téléverser                              |
| Aéroport de La Réunion-Roland-Garros                                                                                       | Sainte-Marie | | 20° 53′ 24″ sud, 55° 30′ 59″ est    | ACR0001473 | 2013 | Aéroport de La Réunion-Roland-Garros                    |